# New London School
Die New London School war eine Schule in New London, Rusk County, Texas. Sie wurde 1932 errichtet. 
Die Schule wurde mit Erdgas beheizt. Eine Gasexplosion am 18. März 1937 kostete 295 Menschen das Leben. Die Schule wurde auf dem Gelände wiedererrichtet. Sie heißt nach einer Zusammenlegung mit der Gaston ISD heute West Rusk High School.
Der Staat Texas verfügte gesetzlich die Beimengung von Methanthiol zum Erdgas als Warnmöglichkeit vor einer Gasausbreitung. Die Praxis wurde weltweit übernommen.
Nach der Explosion sandte der damalige Reichskanzler des deutschen Reiches, Adolf Hitler, ein Telegramm, in dem er seine und die Anteilnahme des gesamten deutschen Volkes aussprach und welches sich heute im Museum von New London befindet.